# Единство (партия)

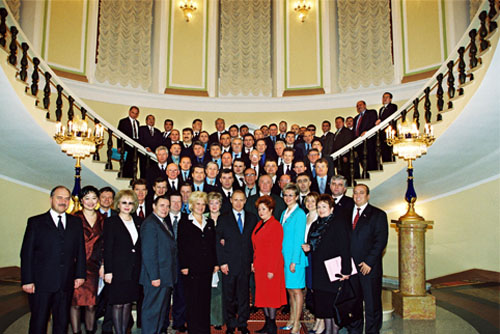
Владимир Путин с членами фракции «Единство», 2002 год

«Еди́нство» — общероссийское общественное политическое движение, ранее носившее название избирательный блок «Медведь» (сокр. Межрегиональное движение «Единство») и позднее партия «Единство», существовавшая в России с 1999 по 2001 год. Созданное для участия в выборах в Госдуму 3-го созыва и поддержки премьер-министра России Владимира Путина к президентским выборам. 1 декабря 2001 года партия «Единство» была реорганизована в политическую партию «Единая Россия».
Председатель движения — Сергей Шойгу.
Руководитель депутатской фракции — Владимир Пехтин.

## История
С 3 по 7 октября 1999 года состоялся учредительный съезд избирательного блока «Единство» («Медведь»), в состав которого вошли его учредители: Российская христианско-демократическая партия — председатель Александр Чуев, общероссийское общественное политическое движение ОПОД Рефах (Благоденствие) — председатель Абдул-Вахед Ниязов, «Народно-патриотическая партия» — председатель Франц Клинцевич, движение «Моя семья» — председатель Валерий Комиссаров, «Всероссийский союз в поддержку развития малому и среднему бизнесу» — председатель Елена Наумова, движение «Поколение свободы» — председатель Владимир Семёнов, движение «В поддержку избирателей» — председатель Евгений Фёдоров.
На выборах в парламент 3-го созыва фаворитами являлись КПРФ и левоцентристский блок «Отечество — Вся Россия».
19 декабря 1999 года на выборах в Госдуму 3-го созыва, блок неожиданно для многих занял 2-е место, получив 23,32 % и партийному списку 64 мандата и 9 избранных в одномандатных округах в общем количестве 73 мандата, что позволило блоку создать фракцию «Единство», руководителем которой стал Борис Грызлов, избранный председателем Государственной думы.
На выборах первую тройку избирательного блока возглавляли: Сергей Шойгу, спортсмен греко-римской борьбы Александр Карелин и генерал-лейтенант милиции Александр Гуров.
Помимо поддержки председателя правительства РФ Владимира Путина, на успех блока «Единство» на выборах влияла поддержка со стороны Бориса Березовского, который в то время контролировал ряд СМИ, в частности, телеканал ОРТ, газеты «Коммерсантъ», «Независимая газета», «Новые Известия».
Политическая ориентация фракции — консерватизм, в Госдуме занимали активную пропрезидентскую и проправительственную позицию.
27 апреля 2000 года была учреждена молодёжная партийная организация «Молодёжное Единство» под девизом «Нам продолжать историю», председателем которой была избрана телеведущая Александра Буратаева.
В 2000 году фракция поддержала законопроект о введении с 1 января 2001 года вместо прогрессивной плоской шкалы подоходного налога.

## Скандал, вызванный делом Вороненкова — Новикова
В 2001 году руководство фракции было затронуто лоббистским скандалом — делом Вороненкова — Новикова. В 2000 году представитель фирмы «Сибфорпост» (она занималась поставками продовольствия в северные районы России) Е. Тростенцов познакомился с Денисом Вороненковым и Игорем Новиковым. Тростенцов хотел получить компенсацию из федерального бюджета за эти поставки и пролонгировать договора поставок на следующий год. Юрист Вороненков работал в Государственной думе референтом. Вороненков сообщил, что этот вопрос можно решить только через руководство проправительственной депутатской фракции «Единство». За 60 тыс. долларов Вороненков провёл представителей этой фирмы к Борису Грызлову и Францу Клинцевичу. Вороненков представил партийным руководителям пришедших как бизнесменов, которые деньгами помогли партии «Единство» во время выборов. В ходе встречи партийные руководители обещали фирме содействие. В дальнейшем, по словам Тростенцова, Вороненков постоянно требовал деньги для передачи Грызлову и Клинцевичу, и собрал с бизнесмена 150 тыс. долларов. Бизнесмену удалось выйти на Клинцевича, который посоветовал написать заявление в правоохранительные органы. Для передачи Вороненкову и Новикову правоохранители подготовили специальные «меченые» купюры на сумму в 10 тыс. долларов и задержали в 2001 году обоих при непосредственной передаче им денег Евгением Тростенцовым. В отношении Вороненкова и Новикова было возбуждено уголовное дело по статье «Вымогательство». Однако вскоре дело развалилось. Прокуратура отказалась дать согласие на взятие под стражу обоих подозреваемых и прекратила уголовное дело в их отношении, посчитав, что переданные средства были возвращением долга Тростенцова Вороненкову и Новикову. Начальник Центрального регионального управления по борьбе с организованной преступностью МВД России Михаил Игнатов, который вёл это дело, сам был обвинён в подстрекательстве к даче взятки Елене Чайковской (матери Игоря Новикова), причем потерпевшими стали Вороненков и Новиков. Московский городской суд оправдал Игнатова, а 10 тыс. «помеченных» долларов исчезли. Евгений Тростенцов был вынужден бежать за границу пока возбуждённое в отношении него уголовное дело не закрыли за отсутствием состава преступления. Что касается Дениса Вороненкова, то он сделал карьеру — стал в 2011 году депутатом Государственной думы России, избранным по партийному списку КПРФ.

## Происхождение названия и эмблемы блока
Рабочим названием блока «Единство» было «Мужики» (на момент весны 1999 г.), но данное название высмеяли политики и журналисты, поэтому от него было решено отказаться.
Позже блок назвали «МЕДВЕДЬ», что расшифровывалось как «МЕжрегиональное ДВижение ЕДинство». Уже после выборов в Госдуму 1999 года упоминание медведя было вытеснено из названия блока, но в эмблеме медведь (позаимствованный из эмблемы «Всероссийского союза в поддержку развития малому и среднему бизнесу» Елены Наумовой) так и остался.

## Реорганизация
21 февраля 2000 года блок был реорганизован в одноимённое Общероссийское общественно-политическое движение и 23 марта этого года в политическую партию «Единство», на котором пост лидера за собой сохранил Сергей Шойгу.
Для создания большинства в парламенте и нейтрализации одного из соперников в лице Отечество — Вся Россия (ОВР), было принято решение объединить левоцентристский блок ОВР с партией «Единство», для этого промежуточного шага был учреждён «Союз общественных объединений Единство и Отечество».
12 июля 2001 года состоялся учредительный съезд «Союза общественных объединений Единство и Отечество», учредителями которого выступили партия «Единство» и блок «Отечество — Вся Россия».
27 октября 2001 года — в Колонном зале Дома Союзов состоялись III съезд партии «Единство» и II съезд «Союза общественных объединений Единство и Отечество», на которых в состав союза вошло движение «Вся Россия».
1 декабря 2001 года на учредительном съезде в Кремле «Единство», «Отечество» и «Вся Россия» объединились в новую партию «Единая Россия». Сопредседателями которой стали Сергей Шойгу, Юрий Лужков и Минтимер Шаймиев.